# Sathon (género)
Sathon es un género de avispas bracónidas de la familia Braconidae. Hay más de 20 especies descritas en Sathon, que se encuentran en todo el mundo. La especie tipo es Sathon neomexicanus.

## Especies
Estas 23 especies pertenecen al género Sathon:
- Sathon aggeris Williams, 1988
- Sathon albicoxus Austin & Dangerfield, 1992
- Sathon bekilyensis (Granger, 1949)
- Sathon belippae (Rohwer, 1919)
- Sathon cinctiformis (Viereck, 1911)
- Sathon circumflexus Williams, 1988
- Sathon eugeni (Papp, 1972)
- Sathon falcatus (Nees, 1834)
- Sathon fausta (Nixon, 1973)
- Sathon flavofacialis (Granger, 1949)
- Sathon laevidorsum Williams, 1988
- Sathon lateralis (Haliday, 1834)
- Sathon laurae (de Saeger, 1944)
- Sathon masoni Williams, 1988
- Sathon mikeno (de Saeger, 1944)
- Sathon morata (Wilkinson, 1929)
- Sathon naryciae Austin & Dangerfield, 1992
- Sathon neomexicanus (Muesebeck, 1921)
- Sathon oreo Fagan-Jeffries & Austin, 2019
- Sathon papilionae Williams, 1988
- Sathon resplendens (Wilkinson, 1929)
- Sathon ruandanus (de Saeger, 1944)
- Sathon rufotestaceus (Granger, 1949)